# Francis Lai
Pour les articles homonymes, voir Lai.
Francis Lai, né le 26 avril 1932 à Nice et mort le 7 novembre 2018 à Paris 8e,,, est un compositeur et musicien français, spécialiste de musiques de films, de génériques et de chansons.
Il est notamment l'auteur de la musique des films Un homme et une femme et Love Story. Pour ce dernier film, il reçoit l'Oscar de la meilleure musique de film en 1970.

## Biographie
Francis Lai naît à Nice le 26 avril 1932 de parents d’origine italienne de Sardaigne (de la ville de Ozieri), horticulteurs de profession. Autodidacte en musique, il joue une musique populaire, d'accordéon et de piano. À seize ans, il écume ainsi les bals de sa région. Il monte ensuite vers la capitale, où il joue près de la place du Tertre.

### Compositeur de chansons
Francis Lai rencontre le poète Bernard Dimey, qui devient le collaborateur de ses premières chansons. Grâce à lui, il devient l'accordéoniste de la chanteuse Édith Piaf. Francis Lai se fait connaître alors comme compositeur de chansons à succès.
Il compose, souvent sur des textes des paroliers Pierre-André Dousset, Magali Déa, Boris Bergman, Luc Plamondon, Pierre Barouh, Didier Barbelivien et Catherine Desage, de nombreuses musiques pour Édith Piaf, Mireille Mathieu, Isabelle Aubret, Philippe Léotard, Petula Clark, Nicole Croisille, Dalida et Jacqueline Dulac ainsi que pour plusieurs chanteuses québécoises dont Nicole Martin, Fabienne Thibeault, Ginette Reno et Martine Chevrier. Parmi ses grands succès, on peut citer La Bicyclette, qu'il compose en 1968, sur des paroles de Pierre Barouh, avec Yves Montand comme interprète. Pour Nicole Martin, il compose, à l’automne 1977, la musique de la chanson Bonsoir tristesse sur des paroles de Magali Déa. La chanson devient un immense succès tant au Japon qu’au Québec et remporte pour le Canada le Prix de la meilleure chanson étrangère au Yamaha Music Festival qui se déroule en novembre 1977.

### Compositeur de musiques de film
Par l'intermédiaire de son ami parolier Pierre Barouh, Francis Lai rencontre le cinéaste Claude Lelouch en 1965 qui lui propose de composer la bande originale de son prochain film. Francis Lai écrit alors sa première musique de film, celle d'Un homme et une femme, qui avec son éternel air entêtant chanté par Pierre Barouh et Nicole Croisille, fit le succès du film et lança définitivement les carrières de Lelouch et de Lai. Francis Lai devient alors le compositeur quasi attitré de Claude Lelouch, composant ses morceaux à l'avance pour que le réalisateur puisse les jouer sur le plateau de tournage. Il signe également des musiques de film pour Terence Young, Jean Delannoy, René Clément, Arthur Hiller, Christian-Jaque, Henri Verneuil (parmi d'autres)...
En 1966, il est nommé aux Golden Globes pour la musique du film Un homme et une femme (1966), mais c'est quatre ans plus tard qu'il obtient le Golden Globe de la meilleure musique de film, en plus de l'Oscar, pour le leitmotiv lancinant de Love Story qui fit pleurer toute une génération de spectateurs. Après Maurice Jarre, il est le deuxième Français à remporter ce prix.
Pour Lacombe et Rocle, « Francis Lai impose un univers dépouillé bâti sur un minimum de recherches mélodiques. »

« À mes yeux, Francis Lai est l'aristocrate de la mélodie. Longtemps après avoir oublié l’histoire, on se souvient encore de sa musique, ce qui est terriblement agaçant pour un metteur en scène ! »

— Henri Verneuil
Il a aussi composé la musique des films érotiques Emmanuelle 2 en 1975, Bilitis en 1977, et Madame Claude 2 en 1981. Les deux premiers films dont les bandes originales se sont vendues respectivement à 1 million et 7 millions d'exemplaires à travers le monde.

### Habillage musical de FR3
Francis Lai a également composé en 1974 l'habillage musical de FR3, troisième chaîne de service public de la télévision française issue de la scission de l'ORTF : Bonjour la 3, L'Âge tendre (FR3 Jeunesse), Cinéma de minuit (titre Les Étoiles du cinéma - interprétée au violoncelle et à la guitare),, Les Étoiles du cinéma, Ce soir sur FR3, etc. Il s'y distingue par l'utilisation d'instruments de musique électroniques : ondes Martenot, synthétiseur analogique, accordéon électronique ; puis, plus tard, par l'utilisation de synthétiseurs numériques. Il contribue ainsi à l'identité cinématographique de cette chaîne nouvellement créée en 1975, comme le désirait son premier président Claude Contamine.

### Mort et hommages
Francis Lai meurt le 7 novembre 2018 à Paris 8e, à l'âge de 86 ans, comme l'annonce le jour même la mairie de Nice. Ses obsèques ont lieu le 14 novembre à la cathédrale Sainte-Réparate de Nice, en présence de Claude Lelouch, Nicole Croisille, Didier Barbelivien, et de nombreux anonymes. Crématisé, ses cendres ont été déposées au cimetière de Saint-Pancrace dans la même ville.

#### Rééditions originales
Le 20 juin 2020, à l'occasion du « Disquaire Day », une réédition vinyle du disque Made in France dans lequel il interprète lui-même de nombreuses œuvres de son répertoire, est présentée au public. Un autre vinyle en édition limitée est également sélectionné pour cet évènement. Incluant le titre Saint-tropez utilisé dans l'émission Tout le monde en parle de Thierry Ardisson. Thierry Wolf qui gère les masters de Francis Lai depuis 1990, continue de rééditer les œuvres de Francis Lai notamment pour les plateformes de streaming.

#### Concert hommage
Le 5 novembre 2021, au Grand Rex de Paris, un hommage est rendu à Francis Lai ; autour d'une formation (le Francis Lai Orchestra) dirigée par Jacky Delance et Jacques Ferchit, des invités se succèdent en sa mémoire. Sur scène les chanteurs Calogero, Anne Sila, Nicole Croisille, Lexie et Katia des French Mademoiselles, la Japonaise Reina Kitada, etc. viennent rendre hommage au compositeur.

#### Tournée hommage
Du 16 au 22 octobre 2023, le spectacle Francis Lai Story est présenté au Japon dans les villes de Tokyo, Sendaï, Nagoya, Osaka . Le Francis Lai Orchestra produit par Thierry Wolf et Frederic Lai (fils de Francis Lai) rend un hommage à Francis Lai dont les musiques sont très populaires au Japon où il existe de nombreuses versions japonaises de ses œuvres Treize Jours en France.

## Principales chansons

### Au Québec
- Nicole Martin :
  - Je lui dirai en 1976 ;
  - Bonsoir tristesse, Quand on s'en va le cœur oublie et Vivre d'amour en 1977 ;
  - Ta vie, Un autre jour et De la pluie à l'amour en 1978 ;
  - Quelques pas dans la ronde en 1979.
- Fabienne Thibeault :
  - À nous deux en 1979 ;
  - Femme de l'univers en 1983.
- Ginette Reno : Être seule en 1983.
- Martine Chevrier : Les enfants de la Terre en 1984.

### En France
- Édith Piaf : L'Homme de Berlin, C'était pas moi et Les Gens en 1963.
- Théo Sarapo :
  - Bluff !, À l'aube et Les mains en 1963 (sur des textes d'Édith Piaf) ;
  - Tête baissée et On se croit libre en 1964.
- Valérie Lagrange : Encore un jour de notre amour en 1965.
- Marie Laforêt :
  - Je voudrais tant que tu comprennes en 1966 ;
  - Requiem pour trois mariages en 1968.
  - "Star story" en 1976 (pour la première cérémonie des césars)
- Pierre Barouh :
  - Un homme et une femme et À l'ombre de nous en 1966 ;
  - Descente en 1968.
- Nicole Croisille :
  - Un homme et une femme en 1966 ;
  - Vivre pour vivre en 1967 ;
  - Killy et Where Did Our Summers Go en 1968 ;
  - Le passager de la pluie en 1969 ;
  - Les Uns et les Autres en 1981 ;
  - Femme parmi les femmes, Il y avait, Images, Avant toi et Un deuxième amour en 1984 ;
  - Itinéraire d'un enfant gâté en 1988 et Les Clés du paradis en 1990.
- Mireille Mathieu :
  - C'est ton nom et Un homme et une femme en 1966
  - C'est à Mayerling pour le film Mayerling en 1968 ;
  - Tous les violons de Vienne et Noël d'Aubervilliers en 1968 ;
  - Il pleut toujours quand on est triste en 1969 ;
  - Une histoire d'amour et Un jour viendra en 1971
  - Mireille Mathieu chante Francis Lai (album) en 1972 ;
  - La Chanson du départ en 1972 ;
  - Il y a trop d'amour perdu et La Bonne Année en 1973  ;
  - Oui j'ai envie d'être aimée en 1975 ; Je t'aime avec ma peau en 1978 ;
  - T'aimer et L'Homme en velours en 1986 ; Je me parle de toi en 1989 ;
  - La vie n'est plus la vie sans nous et Chansons des rues en 2002 ;
  - Un peu d'espérance en 2005.
- Frida Boccara : Un homme et une femme en 1967.
- Jacqueline Dulac :
  - Lorsqu'on est heureux et Venise sous la neige en 1967 ;
  - On pleure le matin en 1968 ;
  - Quand en 1969 ;
  - Lettre des îles et Londres ce soir en 1970.
- Danielle Licari : Treize jours en France en 1968.
- Yves Montand : La Bicyclette en 1968.
- Noëlle Cordier :
  - J'avais 16 ans en 1968 ;
  - Les oiseaux en 1969.
- Isabelle Aubret : Amour de Norvège en 1969.
- Petula Clark :
  - C'est toujours l'heure de l'amour en 1969 ;
  - Il faut trouver le temps d'aimer en 1970.
- Dalida : Pour qui, pour quoi en 1970.
- Nicoletta :
  - Le Petit Matin en 1971 ;
  - Autant mourir au soleil en 1973.
- Séverine : Du soleil plein les yeux en 1971.
- Johnny Hallyday : L'Aventure c'est l'aventure en 1972.
- Bulle Ogier et Rufus : Mariage en 1974.
- Serge Reggiani : Les Objets perdus et Les Fruits de mer en 1975.
- Jacques Dutronc : Ballade du Bon et des Méchants en 1975.
- Françoise Hardy : Femme parmi les femmes pour le film Si c'était à refaire en 1976
- Jacques Villeret : Ballade d'un enfant du siècle en 1979.
- Charles Aznavour : Je n'attendais que toi en 1983.
- Mama Béa : Prière en 1983.
- Marthe Keller : Les Paillettes de l'amour (M-F. Bonnard - F. Lai, R. Loubet) en 1984.
- Allain Leprest : Rimbaud en 1984.
- Linda de Suza : Blessée peut-être en 1985.
- Richard Berry : Plus fort que nous et Cent ans déjà en 1986.
- Nana Mouskouri : Serons-nous spectateurs en 1986.
- Jean Guidoni : Qui me dira ? en 1988.
- Arielle Dombasle : Nada Mas en 1988.
- Pablo Gilabert : Marie, Maria, Mariage en 1992.
- Philippe Léotard : Tout ça pour ça en 1993.
- Jean-Paul Belmondo : J'en ai tant vu en 1995.
- Patricia Kaas : La Chanson des Misérables  en 1995.
- Vadim Piankov : Les Nuits blanches de Saint-Pétersbourg (M-F. Bonnard, adapt. V. Piankov - F. Lai) en 2005.
- Nathalie Lermitte : La Voix de ma vie en 2015.

### Aux États-Unis
- Andy Williams : A Man and a Woman en 1967.
- Claudine Longet : Un homme et une femme en 1967.
- Elton John : From Denver to L. A. en 1970.
- Ella Fitzgerald : A Man and a Woman en 1970.
- Engelbert Humperdinck : A Man and a Woman en 1971.
- Carly Simon : It's Hard To Be Tender en 1986.

## Filmographie
- 1966 : Un homme et une femme de Claude Lelouch
- 1967 : Le Soleil des voyous de Jean Delannoy
- 1967 : Vivre pour vivre de Claude Lelouch
- 1967 : Qu'arrivera-t-il après ? (I'll Never Forget What's'isname) de Michael Winner
- 1968 : Treize Jours en France de Claude Lelouch
- 1968 : La Leçon particulière de Michel Boisrond
- 1968 : Mayerling de Terence Young
- 1968 : Les Neiges de Grenoble de Jacques Ertaud et Jean-Jacques Languepin
- 1969 : La Vie, l'Amour, la Mort de Claude Lelouch
- 1969 : L'Extraordinaire Évasion (en) (Hannibal Brooks) de Michael Winner
- 1969 : Le Passager de la pluie de René Clément
- 1969 : Un homme qui me plaît de Claude Lelouch
- 1970 : Love Story d'Arthur Hiller
- 1970 : Le Défi (The Games) de Michael Winner
- 1970 : Le Voyou de Claude Lelouch
- 1970 : Madly de Roger Kahane
- 1971 : Les Pétroleuses de Christian-Jaque
- 1971 : Iran, documentaire court-circuit sur l'Iran de Claude Lelouch
- 1971 : Smic, Smac, Smoc de Claude Lelouch, film dans lequel il est également acteur.
- 1972 : La Bonne Année de Claude Lelouch
- 1972 : Le Petit Poucet de Michel Boisrond
- 1972 : La Course du lièvre à travers les champs de René Clément
- 1973 : Les Hommes de Daniel Vigne
- 1973 : L'aventure c'est l'aventure de Claude Lelouch
- 1973 : Un amour de pluie de Jean-Claude Brialy
- 1973 : Toute une vie de Claude Lelouch
- 1974 : Mariage de Claude Lelouch
- 1974 : Le Chat et la Souris de Claude Lelouch
- 1974 : Visit to a Chief's Son de Lamont Johnson
- 1975 : Emmanuelle l'antivierge de Francis Giacobetti
- 1976 : Le Bon et les Méchants de Claude Lelouch
- 1976 : Si c'était à refaire de Claude Lelouch
- 1976 : Le Corps de mon ennemi d'Henri Verneuil
- 1976 : Bilitis de David Hamilton
- 1976 : Âmes perdues de Dino Risi
- 1977 : Un autre homme, une autre chance de Claude Lelouch
- 1978 : Deux Heures de colle pour un baiser (Leidenschaftliche Blümchen) d'André Farwagi
- 1978 : Robert et Robert de Claude Lelouch
- 1978 : Les Ringards de Robert Pouret
- 1978 : Sarah (International Velvet) de Bryan Forbes
- 1979 : À nous deux de Claude Lelouch
- 1981 : Les Uns et les Autres de Claude Lelouch
- 1981 : Alerte au requin de Frank C. Clarke
- 1981 : Madame Claude 2 de François Mimet
- 1982 : Salut la puce de Richard Balducci
- 1982 : Édith et Marcel de Claude Lelouch
- 1983 : J'ai rencontré le père Noël de Christian Gion
- 1984 : Canicule d'Yves Boisset
- 1984 : Les Ripoux de Claude Zidi
- 1985 : Astrolab 22 série TV
- 1986 : Un homme et une femme : Vingt ans déjà de Claude Lelouch
- 1987 : Les Yeux noirs de Nikita Mikhalkov
- 1987 : Association de malfaiteurs de Claude Zidi
- 1987 : Attention bandits ! de Claude Lelouch
- 1988 : Bernadette de Jean Delannoy
- 1988 : Itinéraire d'un enfant gâté de Claude Lelouch
- 1989 : Ripoux contre ripoux de Claude Zidi
- 1989 : La Passion de Bernadette de Jean Delannoy
- 1989 : Trop belle pour toi de Bertrand Blier
- 1990 : Il y a des jours... et des lunes de Claude Lelouch
- 1990 : Le Provincial de Christian Gion
- 1992 : La Belle Histoire de Claude Lelouch
- 1993 : L'Inconnu dans la maison de Georges Lautner
- 1993 : Tout ça… pour ça ! de Claude Lelouch
- 1994 : Les Clés du paradis de Philippe de Broca
- 1994 : Le Voleur et la Menteuse de Paul Boujenah
- 1994 : Les Misérables de Claude Lelouch
- 1996 : Hommes, femmes, mode d'emploi de Claude Lelouch
- 1998 : Hasards ou Coïncidences de Claude Lelouch
- 1999 : Les Insaisissables de Christian Gion
- 1999 : Une pour toutes de Claude Lelouch
- 2003 : Ripoux 3 de Claude Zidi
- 2004 : Les Parisiens de Claude Lelouch
- 2005 : Le Courage d'aimer de Claude Lelouch
- 2006 : Une équipe de rêve, avec Zinédine Zidane, de René Letzgus
- 2010 : Ces amours-là de Claude Lelouch avec Laurent Couson
- 2011 : D'un film à l'autre de Claude Lelouch
- 2014 : Salaud, on t'aime de Claude Lelouch avec Johnny Hallyday, Sandrine Bonnaire, Eddy Mitchell
- 2016 : Un plus une de Claude Lelouch
- 2017 : Chacun sa vie de Claude Lelouch
- 2019 : Les Plus Belles Années d'une vie de Claude Lelouch, dernière musique originale composée par Francis Lai avant son décès.

## Discographie
- 2011 : L'Intégrale Francis Lai - Claude Lelouch (FGL Productions)
- 2012 : Le Cinéma de Francis Lai (Play Time/FGL Productions)
- 2016 : Francis Lai Anthology (Play Time/FGL Productions) En avril 2016, à l'occasion des 50 ans de l'enregistrement d'Un homme et une femme, le label Play Time présente un coffret de 7 CD contenant les versions intégrales restaurées des bandes originales composées par Francis Lai.
- 2020 : Francis Lai Pop Story (Play Time/FGL Productions)

En juin 2020, à l'occasion du Disquaire Day, le label Play Time présente une réédition en vinyle de ce disque où Francis Lai joue Francis Lai, notamment les titres "La Solitude" (composé pour L'Odeur des Fauves) ou "Smic Smac Smoc" restaurée à partir des bandes originales composées par Francis Lai.

## Récompenses et distinctions

### Récompenses
- 1971 : Oscar de la meilleure musique de film pour Love story.
- 1971 : Golden Globe de la meilleure musique de film pour Love story.
- 1977 : Premier Prix pour la meilleure chanson du monde pour l'année 1977 au « Yamaha World Popular Song Festival » (à Tokyo au Japon) avec la chanson Bonsoir tristesse (texte de Magali Déa), interprétée par Nicole Martin.
- 2011 : Prix Henri-Langlois pour l'ensemble de sa carrière
- 2014 : Prix d'honneur pour l'ensemble de sa carrière (Lifetime Achievement Award) aux World Soundtrack Awards.

### Nominations
- 1966 : Golden Globe de la meilleure musique de film pour Un homme et une femme.
- 1967 : Golden Globe de la meilleure musique de film pour Vivre pour vivre.
- 1967 : prix Anthony Asquith Awards de la meilleure musique de film aux Bafta Awards pour Vivre pour vivre.
- 1970 : Grammy de la meilleure musique de film pour Love Story.
- 1972 :  Chevalier de l'ordre des Arts et des Lettres récompenses et records de francis lai
- 1973 : Médaille d'or de la ville de Nice récompenses et records de Francis Lai
- 28e cérémonie des British Academy Film Awards
- 1975 : prix Anthony Asquith (meilleure musique de film)  pour  La Bonne Année.
- 1977 : César de la meilleure musique de film pour Bilitis.
- 1977 : Prix de la meilleure chanson étrangère à Tokyo pour "Bonsoir Tristesse"au festival de la Chanson Yamaha
- 1981 : César de la meilleure musique de film pour Les Uns et les Autres.
- 1982 : primé au Festival de Berlin
- 1987 : Grand prix de la SACEM dans le cadre du Salon International de la Musique
- 1988 : César de la meilleure musique de film pour Itinéraire d'un enfant gâté
- 1989 : primé au Festival de la Chanson de San Remo
- 1992 : hommage de la SACEM à Francis Lai à Deauville au Festival du Film américain - Prix Carrière
- 1994 : prix pour l'ensemble de son œuvre : Bravos du Cinéma français à La Garenne Colombes
- 1998 : César de la meilleure musique de film pour Hasards ou Coïncidences
- 1998 : Mostra de Valencia : prix d'honneur pour l'ensemble de son œuvre
- 2001 : festival du Film Moscou : prix d'honneur pour l'ensemble de son œuvre
- 2004 : Grand prix de la SACEM pour la musique de film
- 2009 : prix d'honneur de la ville de Nice
- 2011 : prix Henri Langlois : 6e édition pour l'ensemble de son œuvre
- 2014 : prix d'honneur pour l'ensemble de sa carrière (Lifetime Achievement Award) aux World Soundtrack Awards
- 2014 : Ibis d’Or au Festival du Cinéma et Musique de Film de la Baule pour ses 50 années de collaboration avec Claude Lelouch
- 2016 : prix UCMF (Union des Compositeurs de Musiques de Films) pour la musique de Un plus une de Claude Lelouch